# Styringomyia subimmaculata
Styringomyia subimmaculata is een tweevleugelige uit de familie steltmuggen (Limoniidae). De soort komt voor in het Afrotropisch gebied.